# Suťový kužel
Suťový kužel je v archeologické terminologii antropogenní, tedy lidskou činnosti vzniklý terénní útvar na místě zaniklého stavebního objektu. Vzniklá přirozeným zřícením nebo násilným zbořením stavby a je tvořený sutí – stavebním materiálem této stavby. V terénu se projevuje jako pahorek, často kuželovitého tvaru – odtud pojmenování „suťový kužel“. Pro archeologii je cenným zdrojem informací o zaniklé stavbě.